# Grant Brits
Grant Brits (n. 11 august 1987, Johannesburg, Africa de Sud) este un înotător ce a reprezentat Australia, medaliat olimpic. A participat la o ediție a Jocurilor Olimpice (2008) în care a câștigat două medalii de bronz.